# Sherpa – Trouble on Everest
Sherpa – Trouble on Everest ist ein australisch-nepalesischer Dokumentarfilm der australischen Regisseurin Jennifer Peedom aus dem Jahr 2015, der 2014 am Mount Everest während eines tödlichen Eislawinenabgangs gedreht wurde.

## Handlung
Im Mittelpunkt des Dokumentation steht der Sherpa Phurba Tashi, der als Sirda für das Expeditionsunternehmen Himex aus Neuseeland arbeitet und bereits 21-mal den Gipfel des Mount Everest erklommen hat. Tashis Ehefrau und Familie in Khumjung möchten nicht, dass er weiterhin sein Leben beim Bergsteigen für Geld riskiert. Der Film dokumentiert die Kultur der Sherpas und ihr spirituelles Verhältnis zu Bergen, sowie die schwere körperliche Arbeit und die Risiken, um die Ausrüstung und Nachschub den Berg hinaufzuschleppen und den Aufstieg für nachfolgende, zahlende Touristen überhaupt erst zu ermöglichen.
Während der Dreharbeiten starben am 18. April 2014 eine Gruppe von 16 Sherpas bei Sicherungsarbeiten im Khumbu-Gletscher in einer Eislawine, woraufhin der Film sich mit den unterschiedlichen Perspektiven und Reaktionen der am Berg anwesenden Gruppen auseinandersetzt. Die Sherpas hielten eine Protestversammlung ab und verweigerten mehrheitlich weitere Hochgebirgstätigkeiten – zum einen aus Respekt und Trauer für die verstorbenen Freunde und um für bessere Arbeitsbedingungen zu kämpfen. Der Expeditionsleiter Russell Brice von Himex vermutete, dass eine kleine Gruppe von Sherpas potentielle Streikbrecher in ihren Reihen bedrohe, und brach daraufhin seine Expedition ab. Der tragische Vorfall beendete die Klettersaison 2014 auf der nepalesischen Südseite des Everests und Tashi kam dem Wunsch seiner Familie nach und setzte sich zur Ruhe.
Die Regisseurin verwendete Archivmaterial der Everest-Erstbesteiger Tenzing Norgay und Edmund Hillary und führte Interviews mit Norgays Nachkommen.

## Produktion
Die Regisseurin Peedom beabsichtigte ursprünglich, einen Dokumentarfilm über die Klettersaison 2014 am Everest aus Sicht der Sherpas zu drehen. Die Idee dazu kam ihr in Reaktion auf die gewalttätigen Auseinandersetzungen zwischen Sherpas und Europäern im Jahr zuvor an gleicher Stelle. Das Filmteam befand sich im Basislager, als nur wenige hundert Meter oberhalb davon bei einer Eislawine 16 Sherpas im Khumbu-Eisfall starben. Die Tragödie entfachte eine Auseinandersetzung zwischen den Sherpas, ausländischen Expeditionsleitern und der nepalesischen Regierung über die Höhe der Gehälter und Arbeitsbedingungen und führte im Ergebnis zu einer signifikanten Erhöhung der Entschädigungszahlungen für die Familien der verunglückten Sherpas.
Der Dokumentarfilm wurde von Bridget Ikin und John Smithson produziert und von Screen Australia sowie einigen privaten Investoren finanziert, der Vertrieb wurde von Universal Films und Footprint Films organisiert.

## Veröffentlichung
Die Filmpremiere war im September 2015 auf dem Toronto International Film Festival. Der Film wurde ab Herbst 2015 in den Vereinigten Staaten und ab dem 31. März 2016 in Australien gezeigt.

## Rezeption

### Kritiken
Gemäß dem Filmbewertungsaggregator Rotten Tomatoes sind 40 von 41 Kritiken positiv, mit einer durchschnittlichen Note von 7,7/10.
Patrick Peters schrieb in der englischsprachigen Filmzeitschrift Empire Magazine, die Dokumentation: “... is a spectacular, intimate and politically provocative exposé of the dangers, racial tensions and harsh economic realities on the world's highest mountain.” (deutsch: „… ein spektakuläres, intimes und politisch provokantes Exposé der Gefahren, Rassenkonflikte und der rauen ökonomischen Realitäten am höchsten Berg der Erde.“)
Geoffrey MacNab kritisierte in der britischen Tageszeitung The Independent: “No one here emerges in an especially positive light. There is bad faith on all sides but, amid all the bickering about money and safety, Peedom always also pays attention to the courage and selflessness of her subjects.” (deutsch: „Niemand erscheint hier in einem besonders positiven Licht. Es gibt Arglist auf alle Seiten, doch Peedom legt trotz der Streitereien um Geld und Sicherheit die Aufmerksamkeit auf die Tapferkeit und Uneigennützigkeit ihrer Akteure.“)
Nach Meinung des Buchautors Mark Horrell ist die Dokumentation „ein ausgezeichneter Film, der die schwierige Balance schafft, sowohl kraftvoll und emotional herzbewegend zu sein und dabei objektiv und sachlich zu bleiben.“ Der Film „gereicht den Sherpas große Ehre, indem er sie nicht nur als geschundete Helden zeigt (wie sie in Massenmedien oft karikiert werden), sondern einen erleuchtenden Pfad beschreitet durch die Politik, die Kultur und die Ökonomie der Bergsteigerindustrie, die einen so wichtigen Teil ihres Lebens einnimmt.“

### Auszeichnungen
| Jahr | Filmpreis                      | Kategorie                                  | Preisträger                                  | Ergebnis  | Ref.   |
| ---- | ------------------------------ | ------------------------------------------ | -------------------------------------------- | --------- | ------ |
| 2015 | 5. AACTA Award                 | Bester Dokumentarfilm                      | Bridget Ikin, John Smithson                  | Nominiert | [ 17 ] |
| 2015 | 5. AACTA Award                 | Beste Kamera bei einem Dokumentarfilm      | Renan Ozturk, Hugh Miller, Ken Sauls         | Nominiert | [ 17 ] |
| 2015 | 5. AACTA Award                 | Bester Schnitt bei einem Dokumentarfilm    | Christian Gazal                              | Nominiert | [ 17 ] |
| 2015 | 5. AACTA Award                 | Beste Filmmusik bei einem Dokumentarfilm   | Antony Partos                                | Gewonnen  | [ 17 ] |
| 2015 | 59. London Film Festival       | Grierson Award für die beste Dokumentation | Jennifer Peedom                              | Gewonnen  | [ 18 ] |
| 2016 | 69. British Academy Film Award | Bester Dokumentarfilm                      | Bridget Ikin, Jennifer Peedom, John Smithson | Nominiert | [ 19 ] |